# Goldmania violiceps
El colibrí de Goldman, colibrí copetivioleta o tucusito de coronilla morada (Goldmania violiceps) es una especie de ave apodiforme de la familia Trochilidae —los colibríes— una de las dos pertenecientes al género  Goldmania. Es nativa del este de América Central y extremo noroccidental de América del Sur.

## Distribución y hábitat
Se distribuye de forma disjunta por las montañas del centro y este de Panamá (cerro Azul, cerro Brewster, cerro Bruja, serranía de Majé, cerro Tacarcuna, cerro Mali) y en el extremo noroeste de Colombia, en el extremo noroeste del Chocó, apenas en la frontera con Panamá.
Esta especie puede ser bastante común a común apenas localmente en sus hábitats naturales: los bosques húmedos y bordes de bosques entre 600 y 1200 m de altitud, más común alrededor de los 900 m. Se alimenta principalmente a poca altura en el sotobosque denso.

## Descripción
Este colibrí mide en torno a los 9 cm de longitud y pesa unos 4 g. El macho tiene el pico recto y negro, la mandíbula basalmente rosácea; corona violeta-azulada iridiscente; dorso y partes inferiores verde metálico; coberteras infracaudales verdes, con las plumas centrales blancas y tiesas; cola ligeramente ahorquillada, granate, ampliamente bordeada de bronce; penachos femorales blancos. La hembra es verde por encima, blanquecina por debajo, con manchas grises en la garganta y discos verdes en los costados; cola similar a la del macho, pero con la punta blanca. El juvenil se parece a la hembra adulta.

## Estado de conservación
El colibrí de Goldman ha sido calificado como casi amenazado por la Unión Internacional para la Conservación de la Naturaleza (IUCN) debido a que su pequeña zona de distribución y su población, todavía no cuantificada, se presumen estar en lenta decadencia como resultado de la degradación y pérdida de hábitat. Sin embargo, no se presume que la población esté severamente fragmentada o limitada a pocas localidades.

## Sistemática

### Descripción original
La especie G. violiceps fue descrita por primera vez por el ornitólogo estadounidense Edward William Nelson en 1911 bajo el mismo nombre científico; su localidad tipo es: «cerro Azul, 3000 pies, noroeste de Chepo, Panamá».

### Etimología
El nombre genérico femenino «Goldmania» conmemora al zoólogo y recolector estadounidense Edward Alphonso Goldman (1873–1944); y el nombre de la especie «violiceps» se compone de las palabras del latín «viola» que significa ‘color violeta’, y «ceps» que significa ‘coronado’.

### Taxonomía
Los estudios filogenéticos de McGuire et al. (2014) descubrieron que la presente especie es hermana de Goldmania bella. Es monotípica.